# الکوا (تنسی)
الکوا(به انگلیسی: Alcoa) شهری در ایالت تنسی کشور ایالات متحده آمریکا است که جمعیت آن در سرشماری سال ۲۰۱۰ میلادی، ۸٬۴۴۹ نفر بوده‌است.